# N-04B
docomo PRIME series N-04B（ドコモ プライム シリーズ エヌ ゼロ よん ビー）は、NECカシオ モバイルコミュニケーションズによって開発された、NTTドコモの第三世代携帯電話（FOMA）端末である。docomo PRIME seriesの端末。

## 概要
- 前機種であるN-02B同様、折りたたみ・回転二軸式。
- 本体を開いた際、関節部が滑らかな弧を描くようにデザインされている。
- N-06A/N-02Bに続く無線LAN対応で、従来機種に搭載されたWi-Fi対応も継続搭載された。通信速度は送信・受信ともに最大54Mbps。高速通信を利用して撮影した画像やハイビジョンムービーなどの大容量データをブログや動画サイトへ快適にアップロード可能。サイト閲覧やダウンロードもスピーディに行える。
- UIの操作はNECの特徴であるニューロポインターとタッチパネルを使っての操作となる。
- メインディスプレイは約3.3インチにサイズアップ。
- カメラ
  - キャッチコピーは「瞬撮」ケータイ。カメラの起動から保存までの一連の動作をさらに高速化し、起動は最短約0.6秒と世界最速、「クイックショット」機能も撮影間隔が約1.4秒に短縮。またソフトキー右上にカメラ専用キー「カメラボタン」を配置し、ワンプッシュでダイレクトにカメラを起動できるようになった。
  - 人物、風景、夜景、夕景、料理といったさまざまな撮影シーンを自動で判別して、PictMagic IVで最適な画質に調整してくれるオート撮影モードは、従来の9種類から「花火」と「イルミネーション」の2種類が追加され、11種類に増えた。
  - カメラは、広角28mmレンズ、1220万画素、ISO感度最大12800相当の高感度撮影モード、撮影画面内の撮りたいものを指でタッチするだけで被写体を自動認識し、ピントと露出を合わせることができる「ついてくフォーカスモード」を搭載しているほか、トイカメラ風のフレームでアート風に加工された撮影が可能な「アートフォトモード」、フェイスラインをすっきりさせて自然な印象にする「小顔」と、美白やシミ、シワ取りの画像加工を同時に行う「美肌」のダブル効果で、顔をよりキレイに撮影できる「ビューティーモード」を新しく搭載している。
  - カメラ横のフォトライトは、高輝度LEDフラッシュを搭載するとともにON/OFF設定の他、オート設定が追加された。
  - 動画撮影はVGAの約3倍の解像度1,280×720ドットの高画質なハイビジョン撮影に対応。また超解像技術によるデジタルズームは、静止画はもちろんハイビジョンの動画撮影にも対応した。
- Wi-Fi
  - Wi-Fi機能では、ホームUやPASSAGE DUPLEといったIPセントレックスに対応しており、N-06A/N-02Bと同様に「アクセスポイントモード」を搭載し、無線LANを搭載したパソコンやPDA、ニンテンドーDSなどの携帯ゲーム機をインターネットに接続することが可能で、同時接続できる子機（パソコンやゲーム機など）も最大4台までとなり、複数のゲーム機で通信対戦を楽しみながら、パソコンでインターネットを楽しむこともできる。
  - N-04Bでは、Wi-Fi機能を「便利ツール」に集約したほか、スタートアップ機能とガイダンス表示によりWi-Fi機能の設定がより分かりやすく簡単に行えるようになった。またNECアクセステクニカ製のルーターにある「らくらく無線スタート」ボタンやバッファロー製のルーターにある「AOSS」ボタン操作による無線LAN接続にも対応した。
  - アイホン社製インターホン「ケータイdeドアホン」と連携し、来客者を確認し、通話したり、家の解錠を行うこともできる。
  - 新たにホームネットワーク(家庭内LAN)とN-04BのWi-Fi機能を使って、DLNA対応のパソコンやテレビなどとワイヤレスで静止画や動画をやりとりすることができる「メディアスリンク機能」を搭載。
- 日本語入力システムは、従来のNEC製端末ではNEC独自のMogic Engineが採用されていたが、オペレータパックの関係で、日本語入力システムはiWnnが搭載されている。ただし従来のNEC端末と同様、ワンタッチ入力のT9システムは引き続き搭載している。

| 主な対応サービス                   | 主な対応サービス                                                    | 主な対応サービス                       | 主な対応サービス                                 |
| ---------------------------------- | ------------------------------------------------------------------- | -------------------------------------- | ------------------------------------------------ |
| タッチパネル                       | FOMAハイスピード7.2Mbps(受信)／5.7Mbps(送信)                        | Bluetooth                              | DCMX／おサイフケータイ                           |
| iアプリオンライン／地図アプリ      | 直感ゲーム／メガiアプリ                                             | iウィジェット                          | マチキャラ／iコンシェル(※)                       |
| ホームU／ポケットU                 | GPS／ケータイお探し                                                 | デコメール／デコメ絵文字／デコメアニメ | iチャネル                                        |
| 着もじ                             | テレビ電話／キャラ電                                                | ケータイデータお預かりサービス         | フルブラウザ                                     |
| おまかせロック／バイオ認証         | 外部メモリーへiモードコンテンツ移行／ユーザーデータ一括バックアップ | トルカ                                 | iC通信／iCお引越しサービス                       |
| きせかえツール／ダイレクトメニュー | バーコードリーダ／名刺リーダ                                        | 2in1                                   | エリアメール／ソフトウェアーアップデート自動更新 |
| GSM／3Gローミング（WORLD WING）    | 着うたフル／うた・ホーダイ                                          | Music&Videoチャネル／ビデオクリップ    | デジタルオーディオプレーヤー(WMA)(AAC)(SD-Audio) |

※オートGPS対応

## 搭載アプリ
以下のiアプリが購入時に端末にプリインストールされている。
| アプリ名                                     | 概要 |
| -------------------------------------------- | --- |
| リアルサッカータッチ対戦（体験版）           | 世界中の代表チームやクラブチームが登場するサッカーゲーム |
| 逆転裁判4 プリインストール版（体験版）       | 証言に隠された嘘を見抜き、逆転無罪を勝ち取る法廷を舞台にしたアドベンチャーゲーム |
| 対戦パックマン（体験版）                     | ゲームアプリ |
| 桃太郎電鉄WORLD遠距離対戦版2年決戦（体験版） | ボードゲーム「桃太郎電鉄 WORLD」を移植したもの。 |
| タッチDE対戦ボウリング-PARTY-（体験版）      | iアプリタッチのBluetooth機能を使用した対戦型ボウリングゲーム。 |
| ブックビューア コミック体験!                 | セルシス、ボイジャーが提供するケータイコミックを体験できるアプリ |
| コミック／小説ビューア                       | 話題のコミックや小説を立ち読みできるアプリ |
| ファミスタワイヤレス FM版                    | ユーザー同士の熱い対戦を楽しめる国民的野球ゲーム |
| リッジレーサーズVS trial version（体験版）   | レースゲーム。新たにiアプリタッチ対応のBluetooth対戦ができるモードを追加。 |
| 音楽パズルルミネス                           | 音楽&プレイと連動したパズルゲーム |
| いっしょにデコ                               | お互いのFOMA端末をかざすだけで一緒に撮影した静止画にスタンプやデコレーションができるiアプリタッチ対応アプリ                                                                                           |
| iアバターメーカー                            | iアバターを作成するアプリ。 |
| フォト文字クリエイター                       | カメラで撮影した画像やデータBOX内の画像に、メッセージやスタンプ画像を貼り付けるなど、画像加工が簡単にできるアプリ                                                                                     |
| ドコモWebメール                              | パソコンからも、FOMA端末からも利用できるメールサービス「ドコモWebメール」のアプリ |
| i Bodymo アプリ                              | 「歩く」「食べる」など普段やっていることを楽しみながら続けられる健康サポートサービス「i Bodymo（iボディモ）」のアプリ                                                                                 |
| モバイルgoogleマップ                         | Googleマップを表示して地域情報やストリートビューなどを表示できるアプリ |
| 日英版しゃべって翻訳 for N                   | 音声入力により、主に旅行で使われる言葉を日本語から英語、英語から日本語に翻訳するアプリ |
| Gガイド番組表リモコン                        | テレビ番組表の表示やAVリモコンの機能を持ったアプリ |
| iD設定アプリ                                 | おサイフケータイを使った、クレジット決済サービスiDの設定アプリ |
| DCMXクレジットアプリ                         | NTTドコモが提供するクレジットサービス、DCMXの設定アプリ |
| モバイルSuica登録用iアプリ                   | モバイルSuica契約用のiアプリ |
| iアプリバンキング                            | モバイルバンキングを簡単に利用するためのアプリ |
| マクドナルド トクするアプリ                  | 日本マクドナルドのかざすクーポンなどを利用するためのアプリ |
| 地図アプリ                                   | GPSを利用して、目的地の検索や交通手段を使ったルートを表示するアプリ |
| 楽オク☆アプリ                                | 楽天オークション用のアプリ |
| iWウォッチ                                   | iウィジェット画面でグラフィカルに時計や電池残量を確認することができるアプリ |
| Start! iウィジェット                         | iウィジェットの使い方をムービーで見ることができるiアプリ |
| お天気予報ウィジェット for N                 | 登録地域の雨レーダーと今日・明日の天気をいつでもチェックできるアプリ |
| 駅探 乗換案内                                | 発到着駅を入力するだけで最適経路を案内する駅探謹製のiウィジェット |
| コナミスポーツクラブ                         | コナミスポーツ&ライフのiウィジェット。同端末のアプリケーション「Enjoy Exercise」の歩数データをアップロード可能。                                                                                      |
| ROID ウィジェット2                           | モバイルサイト「ROID」の更新情報などを通知してくれるiウィジェット。 |
| 株価アプリ                                   | 指定銘柄の株価情報を表示するアプリ。 |
| かざす請求書                                 | 毎月のドコモの利用料金の情報をおサイフケータイに取得し、請求書が無くてもコンビニエンスストアで決済できるアプリ。（本サービスはセブン-イレブンのみ対応。そのため、電子マネー「nanaco」での支払も可能） |
| FOMA通信環境確認アプリ                       | FOMAハイスピードエリアやマイエリアを利用できるかを確認することができるiアプリ。 |
| ドコモ料金案内                               | 通話料やパケット通信料の履歴を確認できるアプリ。 |
| モバイルAMCアプリ                            | おサイフケータイを利用して、ANAの各種サービスが利用できるアプリ。 |
| ビックポイント機能付きケータイ               | おサイフケータイを利用して、ビックカメラの「ビックポイントカード」として利用できるアプリ。 |
| ヨドバシゴールドポイントカード               | ヨドバシカメラの「ヨドバシゴールドポイントカード」として利用できるアプリ。 |

## 歴史
- 2010年5月18日 - F-06B・F-07B・F-08B・L-04B・N-04B・N-05B・N-06B・N-07B・N-08B・P-04B・P-05B・P-06B・P-07B・SH-02B marimekko・SH-07B・SH-08B・SH-09B・LYNX SH-10B・dynapocket T-01B・BlackBerry Bold 9700の開発及び一部機種の発売を発表。
- 2010年5月27日 - 発売。

## 不具合
2010年7月20日に以下の不具合の修正がソフトウェアの更新でなされた。
- 特定の操作をすると、カメラが動作しない場合がある
- メール作成中にニューロポインターでデコレーションメニューを選択できない

2010年8月30日に以下の不具合の修正がソフトウェアの更新でなされた。
- デスクトップに貼り付けたiアプリのアイコンが、指定したiアプリのアイコンとは異なる表示となる場合がある。